# Haukijärvenlaki
Haukijärvenlaki är en kulle i Finland.   Den ligger i den ekonomiska regionen  Fjäll-Lappland  och landskapet Lappland, i den norra delen av landet, 800 km norr om huvudstaden Helsingfors. Toppen på Haukijärvenlaki är 253 meter över havet.
Terrängen runt Haukijärvenlaki är huvudsakligen platt.  Trakten runt Haukijärvenlaki är nära nog obefolkad, med mindre än två invånare per kvadratkilometer.